# Puente de Bolshói Kámenny
El puente de Bolshói Kámenny (en ruso: Большой Каменный мост, romanización Bolschoi Kamenny most) es un puente en arco de acero que atraviesa el río Moscova en el extremo occidental del Kremlin de Moscú. Su predecesor fue el primer puente de piedra permanente en Moscú. El puente existente fue terminado en 1938 por el ingeniero Nikolai Kalmykov.

## El puente en 1692 (demolido)

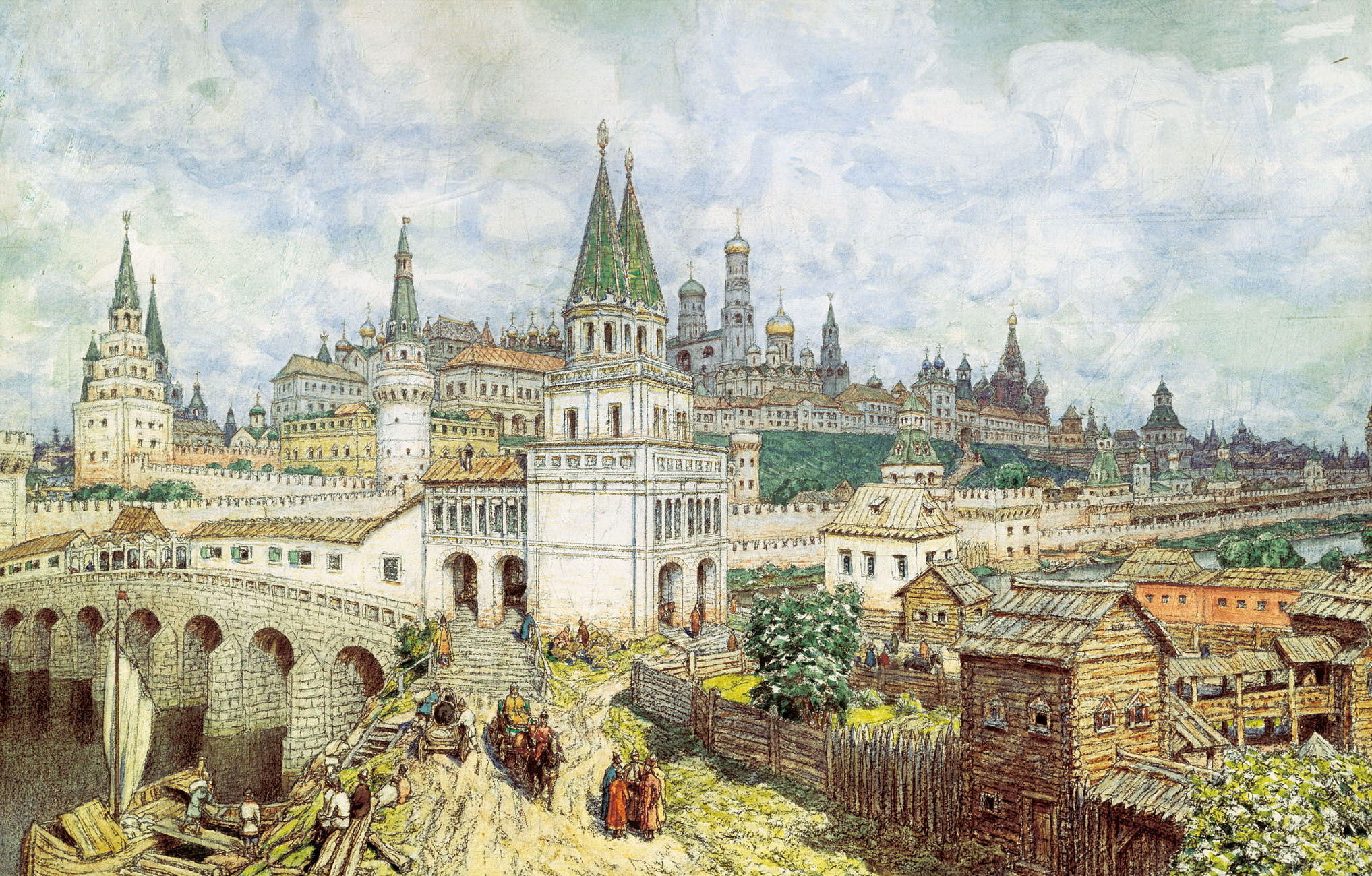
El puente Vsehsvyatsky (puente de Todos los Santos, antiguo nombre del puente de Bolshói Kámenny) y el Kremlin a finales del, 1922.

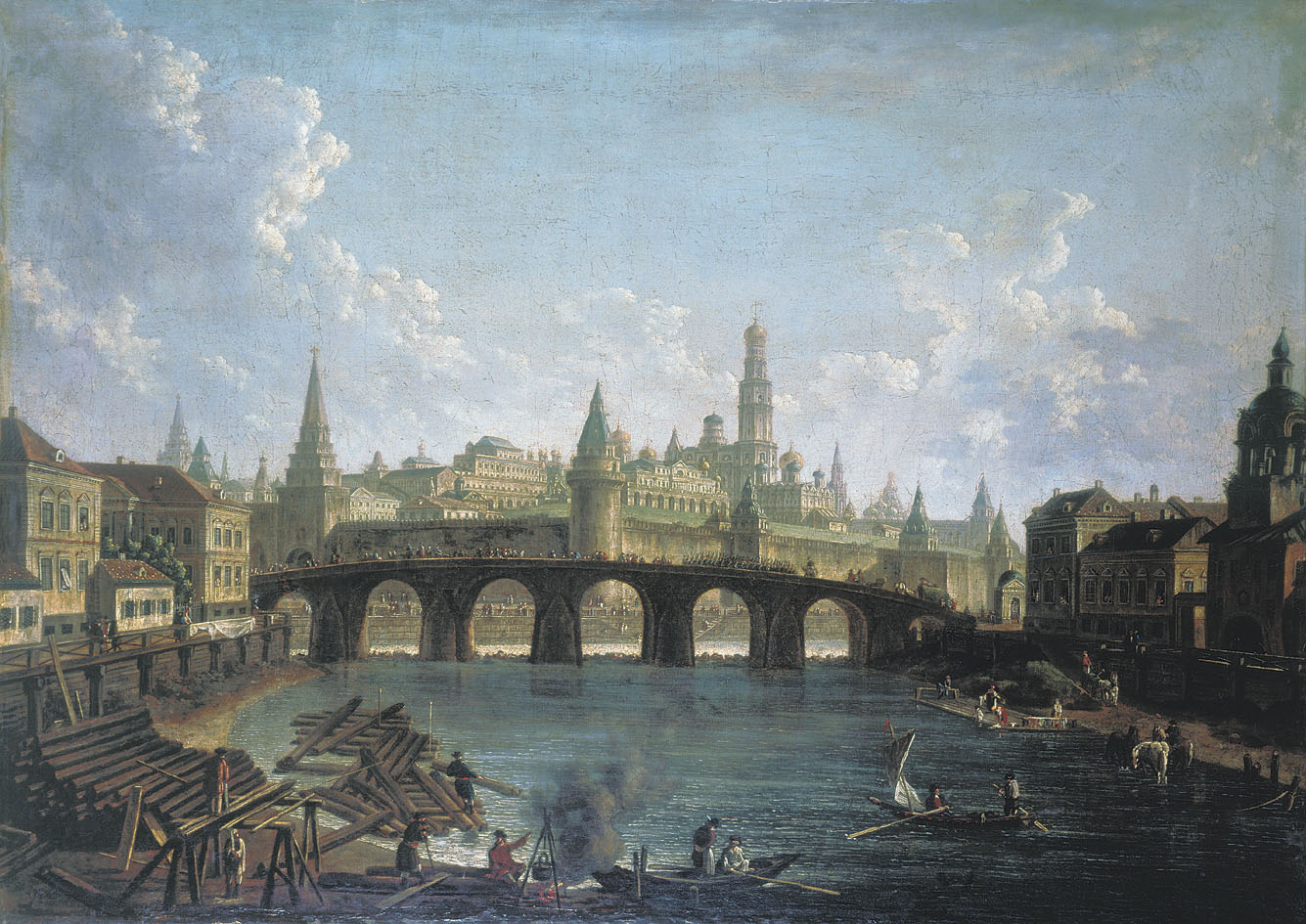
Primer puente de piedra, según lo representado por Fyodor Alekseev a comienzos del. Obsérvese el espacio entre el puente y la esquina de la torre del Kremlin.

Un puente "vivo" de barcos conectó el Kremlin con Zamoskvorechye en un lugar cercano ya en el siglo XV. En 1643, el Zar Miguel I de Rusia contrató a Anie y Jogann Cristler, arquitectos de Estrasburgo, para diseñar un puente de piedra. Anie Cristler y el zar Miguel murieron en 1645, por lo que la construcción se detuvo.
Las fuentes sobre la terminación del primer puente de piedra son contradictorias.
- La versión más aceptada se le atribuye al patriarca de Moscú Fiódor Nikítich Románov, que tomó el puesto en 1682; el año de la terminación se estima en 1687 o 1692.
- Otra versión enlaza la terminación en 1687 con Vasily Vasilyevich Golitsyn, notable por su patrocinio de la arquitectura.

Los estudios de archivo de Ivan Kondratiev indican que el proyecto original tenía cinco tramos principales de cuarenta arshín cada uno (28,49 m). Posteriormente, numerosas reparaciones (1707, 1731, 1771, 1788-1792, 1809-1812) cambiaron a siete tramos sobre ocho pilares de piedra.
Se estima que el ancho máximo del río era de 50 sazhen (105 m), y la longitud total del puente era de 70 sazhen (149 metros), y de ancho 11 sazhen (23,43 m). Su extremo sur se terminó con una torre barbacana, comúnmente llamada Seis Puertas (dos para el tráfico y cuatro mirando hacia los lados). Se cree que esta torre adornada es el primer arco de triunfo de piedra moscovita.
La superficie del puente incluía originalmente almacenes de madera, molinos, tabernas y puestos de recaudadores de impuestos. Todas estas adiciones fueron destruidas en 1785 por decreto del gobernador. Sin embargo, se mantuvo como una concurrida plaza pública y un lugar para las ceremonias religiosas. La policía informó de carreras ilegales callejeras frecuentes en troikas que reunían a miles de espectadores; estas carreras siguieron cuando un puente nuevo y más grande fue terminado.

## El puente en 1859 (demolido)

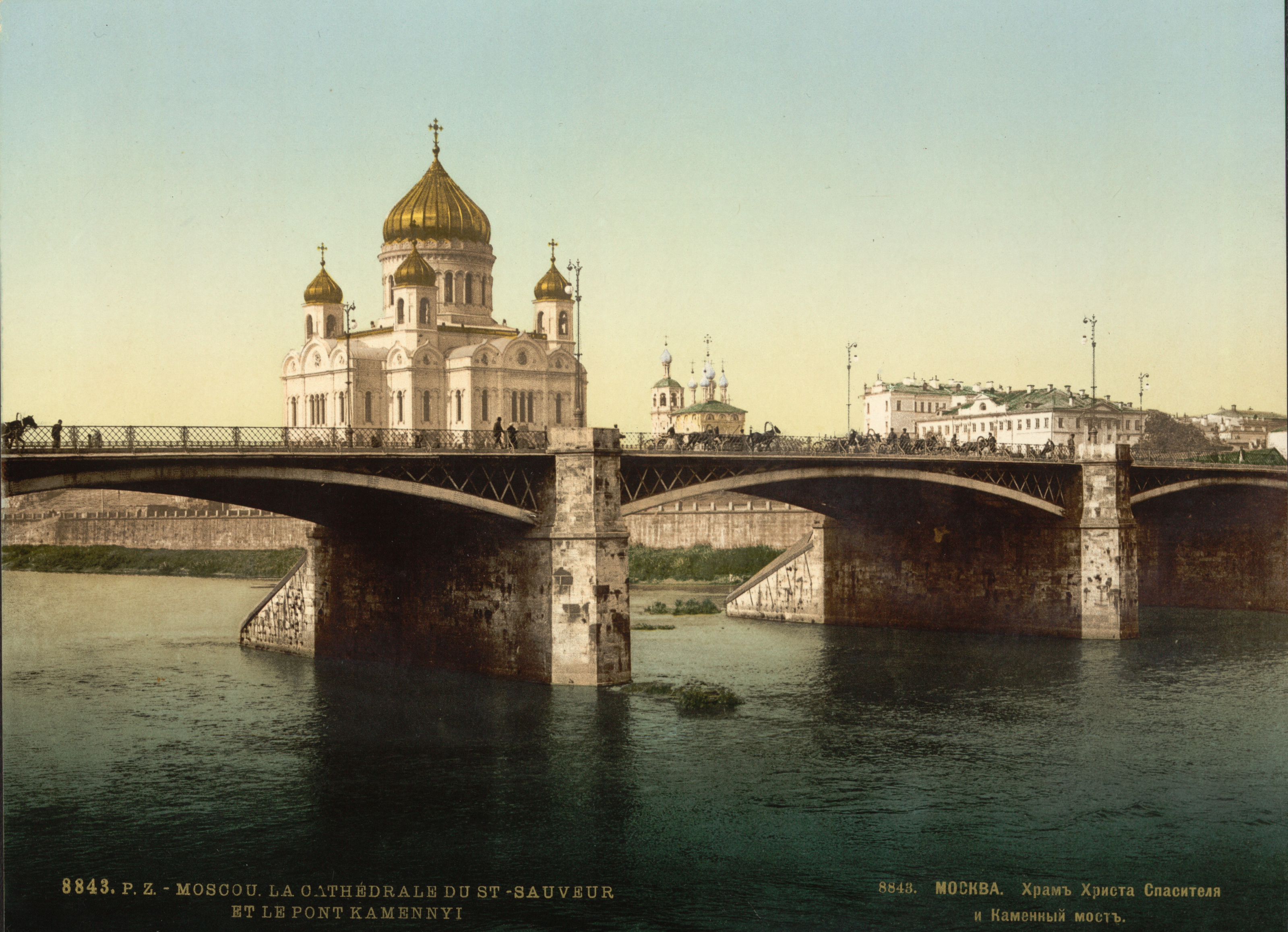
Postal del Segundo Puente de Piedra.

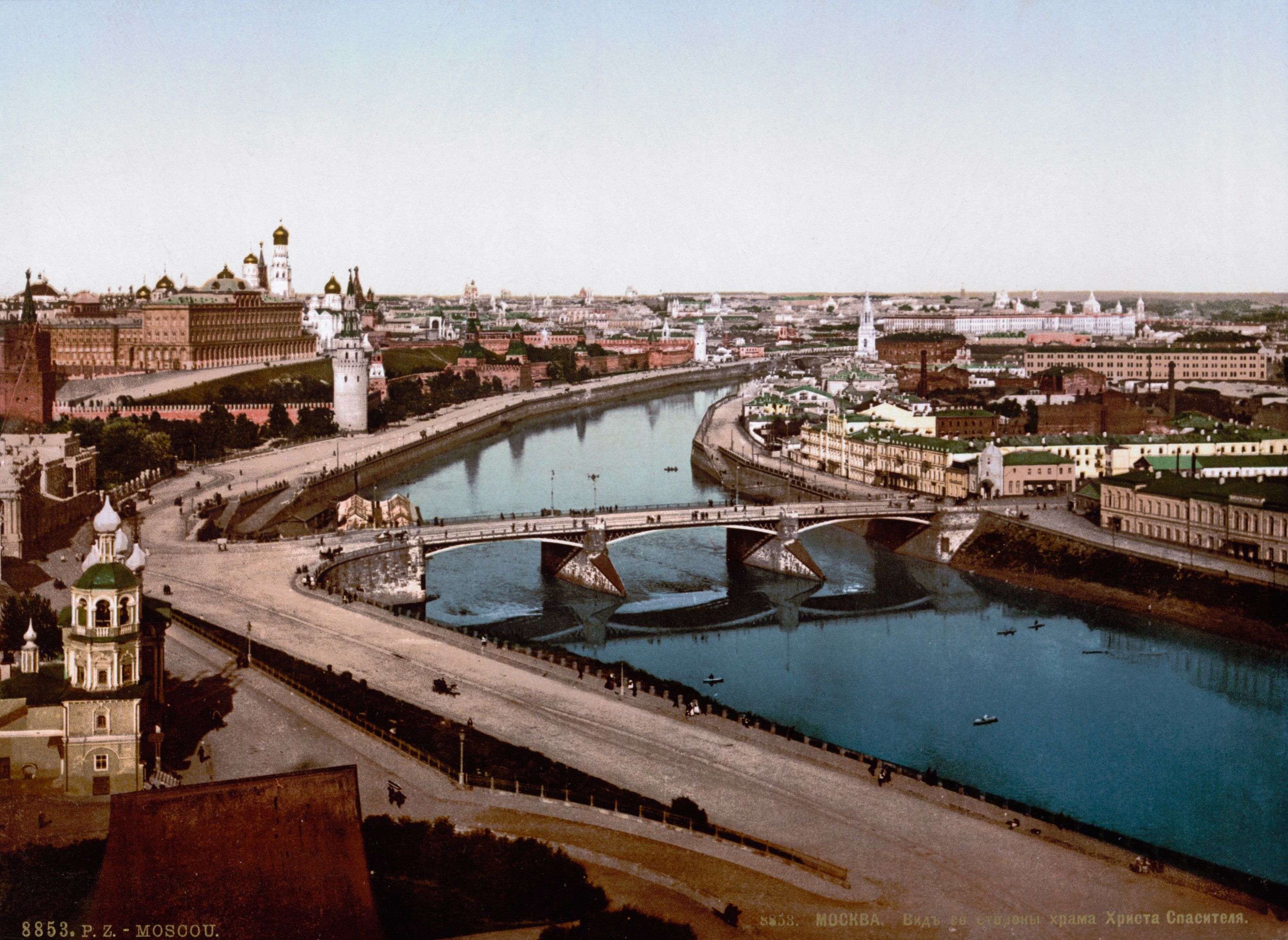
El Segundo Puente de Piedra visto desde la Catedral de Cristo Salvador.

El Segundo Puente de Piedra fue construido en 1859 por el coronel Tannenberg en la mismo ubicación, en línea con la actual calle Lenivka. El nuevo puente tenía tres vanos arqueados de acero (36, 40 y 36 m) sobre pilares de piedra, similar a los todavía existentes puente de Novospassky y de Borodinsky. El principal inconveniente, en comparación con estos últimos puentes, era que el puente de piedra no dejaba paso libre para el tráfico en terraplenes. El tráfico de la orilla tenía que cruzar el tráfico del puente por el mismo nivel. Este error de diseño se convirtió en un problema incluso antes de los automóviles y es por eso que el Segundo Puente de Piedra fue demolido en los años 1930, mientras que el puente de Novospassky sigue en pie.

## El puente en 1938

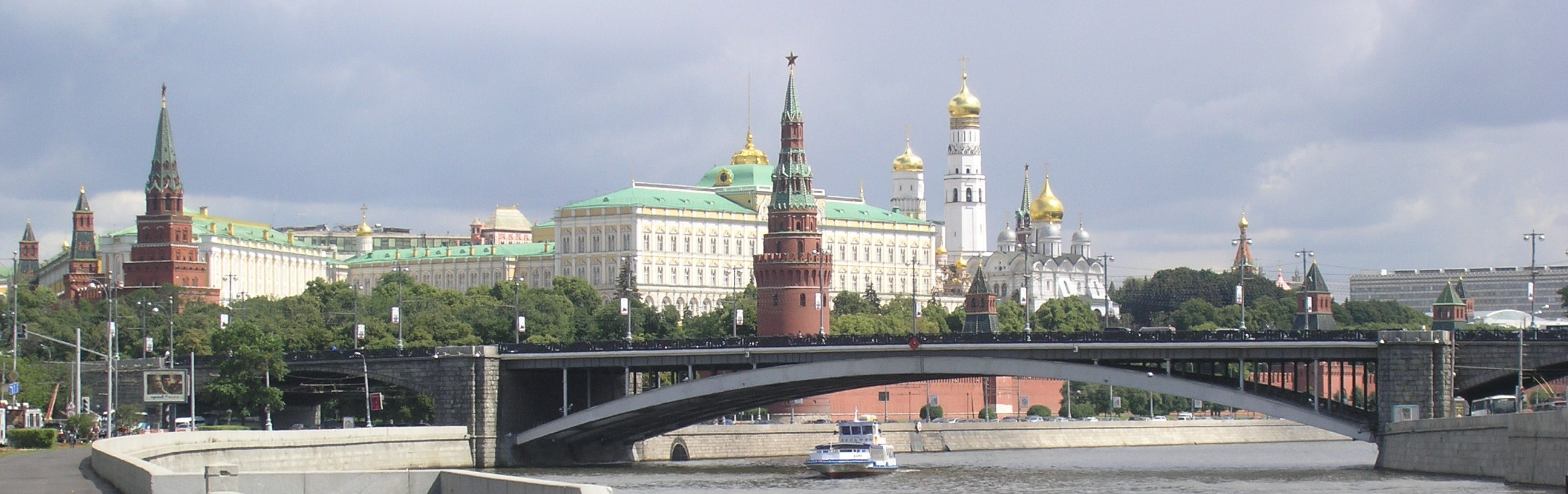
En 2008.

El primer concurso para el Tercer Puente de Piedra se celebró en 1921 y ninguna de las entradas fue seleccionada. El segundo concurso fue ganado conjuntamente por el ingeniero Nikolai Kalmykov y el equipo de arquitectos Schuko-Gelfreikh-Minkus.
El diseño de Kalmykov fue terminado en 1935-1938, en un sitio que es dos bloques más cercanos al Kremlin que los puentes anteriores. El único arco es de 105 metros de largo y 8,4 metros de altura. Un total de seis arcos paralelos de acero en caja soportan la carretera de 40 metros de ancho. El arco descansa sobre cimientos submersos. El tráfico del terraplén utiliza dos arcos laterales de 42,5 metros de largo. La longitud total, incluidas las rampas de aproximación, es de 487 metros. Hay ocho carriles para el tráfico regular y un carril divisor.